# 강승용
강승용(1965년 11월 15일~)은 대한민국의 미술 감독이자, 영화 감독이다. 《흑수선》, 《YMCA야구단》, 《황산벌》,《실미도》 등과 같은 영화에 미술 감독으로 참여했다.

## 작품
- 1993년 영화 《그 섬에 가고 싶다》 ... 분장팀
- 1994년 영화 《구미호》 ... 특수분장
- 1995년 영화 《테러리스트》 ... 미술
- 1996년 영화 《유리》 ... 미술
- 1996년 영화 《세 친구》 ... 미술
- 1997년 영화 《미스터 콘돔》 ... 미술
- 1998년 영화 《토요일 오후 2시》 ... 미술
- 1998년 영화 《짱》 ... 미술
- 1999년 영화 《화이트 발렌타인》 ... 미술
- 2000년 영화 《구멍》 ... 미술
- 2000년 영화 《정》 ... 미술
- 2000년 영화 《리베라 메》 ... 미술
- 2001년 영화 《베사메무쵸》 ... 미술
- 2001년 영화 《흑수선》 ... 미술
- 2002년 영화 《재밌는 영화》 ... 미술
- 2002년 영화 《YMCA 야구단》 ... 미술
- 2002년 영화 《중독》 ... 미술
- 2003년 영화 《선생 김봉두》 ... 미술
- 2003년 영화 《황산벌》 ... 미술
- 2003년 영화 《실미도》 ... 미술
- 2004년 영화 《효자동 이발사》 ... 미술
- 2004년 영화 《바람의 파이터》 ... 미술
- 2005년 영화 《왕의 남자》 ... 미술
- 2006년 영화 《스승의 은혜》 ... 미술
- 2006년 영화 《구미호 가족》 ... 미술효과
- 2007년 영화 《김관장 대 김관장 대 김관장》 ... 세트시공
- 2007년 영화 《이대근, 이댁은》 ... 미술
- 2007년 영화 《사랑방 선수와 어머니》 ... 미술
- 2007년 영화 《브라보 마이 라이프》 ... 미술
- 2007년 영화 《펀치 레이디》 ... 세트 & 세트팀
- 2007년 영화 《첫눈》 ... 미술
- 2007년 영화 《가면》 ... 세트
- 2008년 영화 《무방비도시》 ... 세트팀
- 2008년 영화 《님은 먼 곳에》 ... 미술
- 2010년 영화 《구르믈 버서난 달처럼》 ... 미술
- 2010년 영화 《불량남녀》 ... 미술
- 2011년 영화 《평양성》 ... 미술
- 2012년 영화 《댄싱퀸》 ... 미술
- 2012년 영화 《연가시》 ... 미술
- 2014년 영화 《방황하는 칼날》 ... 미술
- 2015년 영화 《강남 1970》 ... 미술
- 2015년 영화 《사도》 ... 미술
- 2016년 영화 《판도라》 ... 미술
- 2018년 영화 《안시성》 ... 미술
- 2024년 영화 《1980》 ... 공동각본